# Đá Bia
Đá Bia là một rạn san hô thuộc cụm Sinh Tồn của quần đảo Trường Sa. Đá này nằm giữa đá Tư Nghĩa ở ngay phía đông bắc và đá Ken Nan ở ngay phía tây bắc.
Đá Bia là đối tượng tranh chấp giữa Việt Nam, Đài Loan, Philippines và Trung Quốc. Hiện chưa rõ nước nào thực sự kiểm soát đá này.
Một số tài liệu nhầm lẫn giữa Đá Bia và đá Vị Khê (Bamford Reef) cho rằng đá Bia nằm giữa đá Vị Khê và đá Ninh Hòa (Tetley Reef), tuy nhiên không tồn tại bất cứ thực thể địa lý như vậy trên hình ảnh vệ tinh. Đây có thể là do sự nhầm lần vị trí giữa đá Ninh Hòa với một thực thể chưa được đặt tên nằm về phía tây nam của đá này.